# Nyctemera bicolor
Nyctemera bicolor är en fjärilsart som beskrevs av Embrik Strand 1909. Nyctemera bicolor ingår i släktet Nyctemera och familjen björnspinnare. Inga underarter finns listade i Catalogue of Life.